# Эр-Рифа-эш-Шарки
Эр-Рифа-эш-Шарки (араб. الرفاع‎) — город в Бахрейне. Административный центр Южной мухафазы.

## География
Расположен в центральной части острова Бахрейн, в 7 км от Манамы и в 15 км от международного аэропорта Бахрейн.
Исторически город разделён на две части — западную и восточную. Многочисленны достопримечательности, наиболее значимая из которых — крепость Рифа.

## Население
Население по данным переписи 2001 года составляет 79 550 человек; данные на 2012 год сообщают о населении 115 495 человек. Населен в основном мусульманами-суннитами, в то время как в целом, на Бахрейне преобладают мусульмане-шииты.
| 1981   | 1991   | 2001   | 2012    |
| ------ | ------ | ------ | ------- |
| 28 150 | 45 596 | 79 550 | 115 495 |